# Varga József (sportújságíró)
Varga József (Budapest, 1926. július 11. – 2011. szeptember 26.) sportújságíró, főszerkesztő.

## Élete
Varga József és Bősze Róza gyermekeként született. 1957-ben a Lenin Intézetben szerzett diplomát.
1960 és 1975 között a Szolnok Megyei Néplap főszerkesztője volt. 1975 és 1983 között a Magyar Hírlap főszerkesztő helyettese volt. 1983. július 1. és 1986 januárja között a Népsport főszerkesztőjeként tevékenykedett.
Tudósítóként részt vett az 1984-es Los Angeles-i olimpián. Már az Olimpián Gyárfás Tamással közösen elhatározták, hogy kiadnak egy könyvet a Los Angelesi nyári játékokról. 1984 telén Gyárfás Tamással, dr. Békesi Lászlóval és Gyulai Istvánnal közösen el is készítették a könyvet az Olimpiáról, a könyvnek ő volt a főszerkesztője. 100 ezer példányban adták ki, de miután a politika aktuális érdekeinek nem felelt meg az Amerikáról és a Magyarország által bojkottált Olimpiáról szóló könyv, ezért a kinyomtatását követően bezúzták.
1985 tavaszán az MSZMP Politikai Bizottsága több ülésén is foglalkozott a könyvvel, és a vizsgálatok eredményeképpen a politikai felelősségre vonás mellett döntöttek. Varga József ellen pártfegyelmi vizsgálatot kezdeményeztek, valamint a Népsportnál betöltött főszerkesztői funkcióra alkalmasságát is megvizsgálták. Ennek eredményeképpen nyugdíjazták 1986-ban.

## Művei
- Az olimpiai árnyai. Budapest, 1983
- Olimpiai Los Angelesben. Budapest, 1984